# Катастрофа L-1011 в Эверглейдсе
Катастрофа L-1011 в Эверглейдсе — крупная авиационная катастрофа, произошедшая в пятницу 29 декабря 1972 года. Авиалайнер Lockheed L-1011-385-1 TriStar 1 авиакомпании Eastern Air Lines совершал внутренний рейс EAL 401 по маршруту Нью-Йорк—Майами, но при заходе на посадку рухнул в болото Эверглейдс в 30 километрах от аэропорта Майами. Из находившихся на его борту 176 человек (163 пассажира и 13 членов экипажа) погиб 101.
Катастрофа рейса 401 стала первой катастрофой широкофюзеляжного самолёта.

## Самолёт
Lockheed L-1011-385-1 TriStar 1 (регистрационный номер N310EA, серийный 1011) был выпущен в 1972 году (первый полет совершил 30 июля). 18 августа того же года был передан авиакомпании Eastern Air Lines. Оснащён тремя двухконтурными турбовентиляторными двигателями Rolls-Royce RB211-22C. На день катастрофы совершил 502 цикла «взлёт-посадка» и налетал 986 часов.

## Экипаж
Самолётом управлял опытный экипаж, состав которого был таким:
- Командир воздушного судна (КВС) — 55-летний Роберт А. Лофт (англ. Robert A. Loft). Пилот-ветеран, проработал в авиакомпании Eastern Air Lines 32 года и 3 месяца (с 20 сентября 1940 года). Управлял самолётом Douglas DC-8. В должности командира Lockheed L-1011 TriStar — с 7 июня 1972 года. Налетал свыше 29 700 часов, свыше 280 из них на L-1011.
- Второй пилот — 39-летний Альберт Дж. Стокстилл (англ. Albert J. Stockstill). Опытный пилот, проходил службу в ВВС США. В авиакомпании Eastern Air Lines проработал 13 лет и 4 месяца (с 7 августа 1959 года), придя в неё в должности бортинженера. Управлял самолётом Douglas DC-8. В должности второго пилота Lockheed L-1011 TriStar — с 6 марта 1972 года. Налетал свыше 5800 часов, 306 из них на L-1011.
- Бортинженер — 51-летний Дональд А. Репо (англ. Donald A. Repo). Проработал в авиакомпании Eastern Air Lines 25 лет и 3 месяца (с 11 сентября 1947 года). В должности бортинженера Lockheed L-1011 TriStar — с 18 сентября 1972 года. Налетал свыше 15 700 часов, 53 из них на L-1011.

В кабине вместе с экипажем летел главный инженер авиакомпании Eastern Air Lines — 47-летний Анджело Донадео (англ. Angelo Donadeo); он находился на борту как служебный пассажир.
В салоне самолёта работали 10 стюардесс:
- Мерседес Руис (англ. Mercedes Ruiz),
- Сьюзен Теббс (англ. Susan Tebbs),
- Эдриен Хамильтон (англ. Adrienne Hamilton),
- Труди Смит (англ. Trudy Smith),
- Дороти Уорнок (англ. Dorothy Warnock),
- Патрисия Гайсселс (англ. Patricia Ghyssels),
- Беверли Рапоса (англ. Beverly Raposa),
- Патрисия Джорджия (англ. Patricia Georgia),
- Стефани Станич (англ. Stephanie Stanich),
- Шэрон Трэнсью (англ. Sharon Transue).

## Хронология событий

Схема полёта рейса 401 после ухода на второй круг

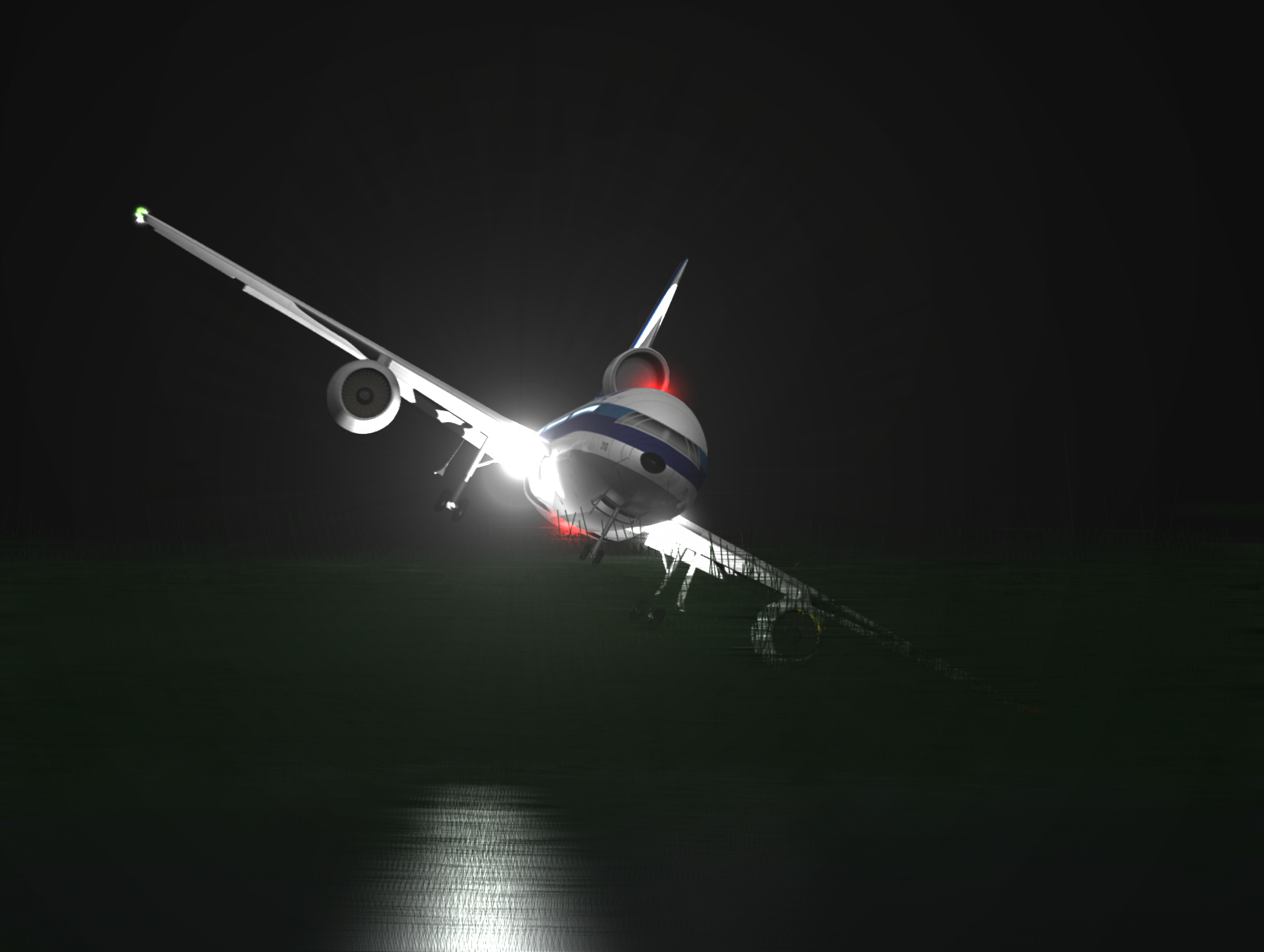
Компьютерная реконструкция катастрофы

Рейс EAL 401 вылетел из Нью-Йорка в 21:20 EST, на его борту находились 13 членов экипажа и 163 пассажира. В 23:34 при подходе к аэропорту Майами при выпуске шасси не загорелась лампочка-индикатор выпуска носовой стойки шасси. Экипаж прекратил заход, и по команде авиадиспетчера занял высоту 2000 футов (660 метров), направившись в зону ожидания; автопилот при этом был включён в режиме удержания высоты.
На самом деле носовая стойка шасси выпустилась нормально, а её лампочка-индикатор просто перегорела. Но в Eastern Air Lines это был уже не первый подобный случай (не загоралась лампочка-индикатор), и все 3 пилота занялись извлечением лампочки из пульта и её проверкой. Во время этой процедуры КВС довольно сильно задел штурвал, и это привело к отключению автопилота. Лайнер начал снижение, но извлечение лампочки из пульта в полёте настолько отвлекло внимание, что никто в кабине экипажа не обратил внимание на то, что автопилот отключён, а самолёт медленно снижается. Бортинженер и главный инженер по очереди спускались в нишу самолёта, чтобы увидеть, выпустилась передняя стойка шасси или нет, но ни тот, ни другой ничего не смогли разглядеть.
Только в последний момент второй пилот спросил: Мы ведь всё ещё на двух тысячах футов, так?. КВС воскликнул: Эй, что происходит? и дёрнул штурвал на себя, но было уже слишком поздно. В 23:42 EST рейс EAL 401 на скорости 365 км/ч врезался в болото Эверглейдс в 30 километрах от аэропорта Майами и разрушился на несколько частей. Авиатопливо выплеснулось из баков, но пожара на месте катастрофы не возникло.

### Спасательная операция
На болоте Эверглейдс в момент катастрофы находились 2 ловца лягушек — Рэймонд Дикинсин (англ. Raymond Dickinsin) и 43-летний Роберт Маркиз (англ. Robert Marquis), которые стали очевидцами катастрофы и на своём аэро-глиссере поплыли к месту падения самолёта. Маркиз спас несколько десятков выживших пассажиров, при этом получив несколько ожогов лица, рук и ног от разлившегося авиатоплива. Уже далеко за полночь 30 декабря спасательная операция была полностью налажена.
Изначально в катастрофе погибли 99 человек — 5 членов экипажа (все 3 пилота и 2 стюардессы — Гайсселс и Станич) и 94 пассажира (второй пилот погиб мгновенно; КВС выжил, но умер в кабине пилотов, не дождавшись помощи; бортинженер также выжил, но умер в больнице). Выжили 77 человек — 8 стюардесс и 69 пассажиров (в том числе служебный пассажир — главный инженер, летевший в кабине пилотов), все получили ранения различной степени тяжести. Через 7 дней после катастрофы (5 января 1973 года) ещё 2 пассажира умерли в больнице и число погибших увеличилось до 101, но в отчёте NTSB они были учтены как «смертельно раненые»; также в отчёте не был учтён как «раненый на земле» Роберт Маркиз.
3 декабря 2007 года за спасение пассажиров рейса 401 Роберт Маркиз был награждён гуманитарной премией «ALUMITECH – AIRBOAT HERO AWARD». Роберт Маркиз умер осенью 2008 года в возрасте 78 лет.

## Расследование
Расследование причин катастрофы рейса EAL 401 проводил Национальный совет по безопасности на транспорте (NTSB).
Окончательный отчёт расследования был опубликован 14 июня 1973 года.
Согласно отчёту, причиной катастрофы стало то, что экипаж увлёкся решением проблемы негорящей лампочки-индикатора выпуска носовой стойки шасси и не заметил, что самолёт теряет высоту из-за того, что КВС сильно задел штурвал, что, в свою очередь, привело к отключению автопилота и отклонению лайнера от курса.

## Культурные аспекты
- Катастрофа рейса 401 показана в 5 сезоне канадского документального телесериала Расследования авиакатастроф в серии Без управления (не путать с одноимённой серией из 3-го сезона), оригинальное название — Роковое отвлечение.
- Также она показана в американском документальном телесериале от «MSNBC» Почему разбиваются самолёты[англ.] (англ. Why Planes Crash) в серии Человеческая ошибка (англ. Human Error).
- Также катастрофа рейса 401 упоминается в книге И. А. Муромова «100 великих авиакатастроф» в главе Катастрофа самолёта «Локхид L-1011 Трайстар».
- В романе Джанин Фрост «На полпути к могиле», в конце 14 главы, главный герой «Кости» рассказывает о смерти друга: «Я семь лет назад потерял приятеля при крушении в Эверглейдсе. От бедняги нашли только коленную чашечку».
- Катастрофа рейса 401 и история про призраков КВС Лофта и бортинженера Репо упоминаются в 4 серии 1 сезона американского телесериала «Сверхъестественное».
- Катастрофе рейса 401 посвящена книга Джона Г. Фуллера-младшего «Призраки рейса 401».
- В 1978 году на телеэкраны вышел фильм «Призрак рейса 401». Роль командира Лофта в нём сыграл Расселл Джонсон[6].
- Катастрофа рейса 401 отражена в песне Боба Уэлча «The Ghost of Flight 401» из альбома «Three Hearts[англ.]» (1979).
- В 2022 году вышел документальный фильм «Призраки рейса 401».